# Medalla commemorativa de la Guerra d'Alliberament 1943-45
La Medalla commemorativa de la Guerra d'Alliberament 1943-45 (italià: Medaglia commemorativa della Guerra di Liberazione 1943–45) és una condecoració italiana creada el 17 de novembre de 1948 pel President d'Itàlia Luigi Einaudi mitjançant el Decret Presidencial 1590.

## Història
La medalla és una evolució del Distintiu de la guerra d'alliberament en curs contra els alemanys, adoptat per la circular 182 publicada el 21 d'abril de 1945 pel Ministeri de la Guerra del Regne d'Itàlia, pel curs que havia pres a la guerra contra Alemanya, iniciada de fet el 9 de setembre de 194, després de la Proclama de Badoglio, i que va acabar el 8 de maig de 1945, amb la rendició alemanya als Aliats.
 Successivament, mitjançant una circular del 1950, s'estengué a les operacions de neteja de mines efectuada fins al 16 d'abril de 1946.
El Distintiu va convertir-se en la Medalla commemorativa de la guerra d'alliberament, mitjançant el decret de la President de la República 399 del 6 de maig de 1959., que autoritzava a portar la medalla al personal militar, militaritzat, assimilat i civil que hagués obtingut l'autorització a portar el distintiu.

## Criteris de concessió
Era atorgada a:
- membres de les Forces Armades de l'Estat
- membres de la Guàrdia de Finances
- personal de la Creu Roja Italiana i de l'Orde de Malta
- els assimilats i els civils
- aquells que durant la Guerra d'Alliberament hagin caigut en combat o que compleixin algun dels següents requisits:

1. hagin servit des del 9 de setembre de 1943 per un període mínim de 3 mesos, encara que no siguin consecutius, a les Forces Armades
2. hagin resultat ferits o mutilats, o hagin contret alguna malaltia la causa de la qual sigui específicament derivades d'accions d'armes
3. hagin participat honorablement en un important fet d'armes
4. hagin rebut a causa de l'activitat bèl·lica en la Guerra d'Alliberament o per accions anteriors contra els alemany una recompensa al valor militar o la Creu al Mèrit de Guerra

- hagin estat reconeguts com a partisans combatents
- als militars que, presoners d'una nació aliada, s'hagin presentat voluntaris per servir amb les forces armades italianes i hagin servit almenys 3 mesos
- als membres de les divisions Cuneo i Regina, i als que entre el 31 de maig de 1944 i el 8 de juny de 1945 van operar a Creta i a les illes de l'Egeu

El dret a portar el distintiu va ser ampliat per la Llei núm. 390 de 24 de maig de 1950, al personal militar i militaritzat empleat en la recerca i escombrat de mines, bombes i artefactes explosius en general, durant un període mínim de tres mesos, encara que no sigui continu, i fins al 16 d'abril de 1946.
L'autorització especial per portar el distintiu es va concedir, a petició dels interessats, en forma de certificat nominatiu expedit per les autoritats expressament designades a aquest efecte pel ministre de Defensa.

## Disseny
Una medalla de bronze de 33mm de diàmetre. A l'anvers apareix la imatge de la deessa Roma que està sobre la tomba del Soldat Desconegut. Al revers, una corona, la meitat de fulles de roure i l'altra meitat de fulles de llorer que envolten una estrella de 5 puntes. A la part superior de la medalla apareix la inscripció GUERRA 1943-45.
Penja d'una cinta de 37mm d'ample de formada pels colors de la bandera italiana, amb el verd a l'esquerra amb una amplada de 8mm, i la vermella a la dreta; i el blanc al mig amb una amplada de 21mm. Al centre, hi a 5 franges verticals de color vermell i blau (3 i 2), cadascuna d'1mm, els colors característics anglo-americans.
Sobre el galó s'aplicaran espases i estrelles iguals en nombre als anys reconeguts en campanya.
| Galons                    |                   |                    |                    |                    |
| menys d'1 any de campanya | 1 any de campanya | 2 anys de campanya | 3 anys de campanya | 4 anys de campanya |